# سکس آن د بیچ
سکس آن د بیچ (انگلیسی: Sex on the Beach به معنی سکس در ساحل) نوعی کوکتل الکلی است که از مخلوط ودکا، تکه‌های هلو، آب پرتقال و آب کرنبری  درست شده و معمولاً در فصل تابستان مصرف می‌شود.
دقیقاً مشخص نیست که این نوشیدنی در چه زمانی یا کجا اختراع شده است، اما افسانه های رایج اغلب به یک متصدی فلوریدا اشاره می کنند که گفته می شود این نوشیدنی را در سال ۱۹۸۷ به عنوان بخشی از تبلیغ یک شرکت توزیع مشروب برای فروش اسکاپ هلو ساخته است. با این حال، مشکل این نظریه این است که جنسیت در ساحل قبلاً در سال ۱۹۸۲ راهنمای نوشیدنی مدرسه بارمن‌های آمریکایی گنجانده شده بود.

## نوع ها دیگر
- سکس آن ده دریووای (بخ معنی سکس روی شاه‌راه) - سکس آن ده بیج ولی به جای اب کرنبری و اب پرتقال، بُلو کاراسائو و اسپرایت.[۳]
- وو وو || woo woo - سکس آن ده بیچ بدون اب پرتقال. [۴]
- تغییرات بدون الکل گاهی اوقات به عنوان - "رابطه جنسی ایمن در ساحل"،"نوازش در ساحل"،"باکره(های) در ساحل" نامیده می شود.[۵]
- در بخشی از می خانه ها، ساقی ها به جای اب پرتقال اب انگور سفید میزارن. [۶]

## تاریخ
در دهه ۱۹۸۰ در فلوریدا ایجاد شد. این معجون نسبتا ساده چند داستان پشت خود دارد. برخی این نوشیدنی و نام آن را به یک متصدی بار در بار Confetti در فلوریدا نسبت می دهند. تد پیزیو به عنوان بخشی از تبلیغ برای روح جدید، برای فروش بیشترین اسکناپ هلو در منطقه به چالش کشیده شد. او این کوکتل میوه ای را ایجاد کرد و تصمیم گرفت نام آن را به دلایلی که فکر می کرد گردشگران از این منطقه بازدید می کنند، بگذارد. در سال ۱۹۸۷، او تصمیم گرفت که رابطه جنسی و سواحل محبوب‌تر از میکی ماوس است و به فکر بهار شکن‌هایی بود که بازار هدف این نوشیدنی خواهند بود، و بنابراین این نام به وجود آمد. 

## در فرهنگ مدرن
سکس آن ده بیچ یک نوشیدنی است که به دهه ۱۹۸۰ نسبت داده می شود و مانند گذشته در بارهای مدرن محبوب نیست. با این حال، یک آهنگ نسبتاً جدید به نام Cake by the Ocean (کیک در کنار اقیانوس)، پس از گم شدن نام نوشیدنی در ترجمه با تولیدکنندگان سوئدی که با گروه DNCE (دی‌ان‌سی‌ای) کار می کردند، ساخته شد. آیا این می‌تواند تاثیر معاصری باشد که برای دیدن تلافی‌جویانه‌ترین کوکتل مورد علاقه ما لازم است.
این کوکتل در چندین برنامه تلویزیونی ظاهر شده است که ماهیت اوقات فراغت و اجتماعات اجتماعی را به تصویر می کشد. در سریال پرطرفدار «سکس و سیتی»، این نوشیدنی اغلب در کنار سایر کوکتل‌های نمادین ذکر می‌شود، که مظهر لحن بازیگوش و گاهی خطرناک شخصیت‌های سریال است که در عشق و زندگی در شهر نیویورک حرکت می‌کنند. در «فریندز»، نمایشی که به‌خاطر گردهمایی‌های قهوه‌خانه‌ای و صحنه‌های گاه به گاه بار معروف است، کوکتل «سکس در ساحل» به عنوان بخشی از لحظات شبانه گروه ظاهر می‌شود و شور و هیجانی به پویایی آن‌ها می‌افزاید.
در فیلم‌ها، کوکتل اغلب در صحنه‌هایی ظاهر می‌شود که بر محیط‌های بی‌خیال ساحلی یا فضای مهمانی تأکید دارند. در کمدی "مقاصد بی‌رحمانه" این کار به صورت طنز توسط شخصیتی سفارش می شود که شخصیتی سرکش و معاشقه را در خود جای داده است که کاملاً با نام بازیگوش نوشیدنی مطابقت دارد. در فرانچایز «خانمان خانه واقعی»، یک سریال تلویزیونی واقعی که به خاطر لحظات زندگی پر زرق و برق و اغلب دراماتیکش شناخته می‌شود، این نوشیدنی مکرراً در طول گردهمایی‌های کنار استخر و مهمانی‌های موضوعی ظاهر می‌شود و شهرت خود را به‌عنوان وسیله‌ای برای مناسبت‌های اجتماعی بیشتر می‌کند.
محبوبیت این کوکتل به موسیقی و موزیک ویدیوها گسترش می یابد، جایی که اغلب نشان دهنده شور و نشاط جوانی و دنبال کردن سرگرمی است. در آهنگ‌هایی که جشن‌های مهمانی‌های ساحلی، تابستان‌های بی‌پایان، و شب‌های بی‌خیالی را جشن می‌گیرند، نام‌گذاری شده است و وضعیت آن را به عنوان یک نوشیدنی مترادف با لذت و گریز تقویت می‌کند.
کوکتل سکس آن ده بیچ از تلویزیون واقعی گرفته تا سریال های کمدی، به نمادی قابل تشخیص از آرامش و لذت تبدیل شده است. حضور مداوم آن در فرهنگ پاپ، چه در فیلم‌نامه‌ها و چه در تلویزیون‌های واقعیت واقعی، جذابیت ماندگار آن را برجسته می‌کند و تضمین می‌کند که برای کسانی که به دنبال طعم بهشت در لیوان خود هستند، انتخابی محبوب باقی بماند. 